# Galway United FC
Galway United is een Ierse voetbalclub uit Galway.
De club werd in 1937 opgericht als Galway Rovers en speelde lang op regionaal niveau. In 1976/77 werd de club als niet ligaclub uitgenodigd voor deelname aan de League Cup en speelde 2 keer gelijk tegen grotere clubs. Daarom werd de club het volgende seizoenen gevraagd voor de 1ste klasse. Nadat de eerste jaren zonder succes waren werd de club een tonaangevend club midden jaren 80. In 1985 haalde de club de finale van de beker en een jaar later werd de League Cup binnen gehaald en eindigde de club 2de. In de Europacup II verloor de club in de 1ste ronde van het Deense Lyngby BK, door de vicetitel mocht de club het volgend seizoen aan de UEFA Cup deelnemen en werd daar door het Nederlandse FC Groningen uitgeschakeld.
In 1991 haalde de club de beker binnen en mocht zo deelnemen aan de Europacup II, daar werd de club in de voorronde gewipt door OB Odense met 0-3 en 0-4. Het volgende seizoen degradeerde de club. Na één seizoen keerde de club terug en degradeerde in 1996 voor de 2de keer. Als 2de klasser werd in 1997 wel de League Cup gewonnen. Na 3 jaar afwezigheid keerde de club terug en degradeerde opnieuw in 2002. Na enkele jaren in het vagevuur van de 2de klasse keerde de club terug naar het hoogste niveau in 2007.
Niet iedere thuiswedstrijd is in Galway gespeeld. De UEFA cup wedstrijd in 1986 tegen FC Groningen is in het enige tientallen kilometers westelijker gelegen dorpje Carraroe gehouden in een stadion aan een doodlopende weg richting zee in een woest landschap van stenen wallen.
In 2009 wist de club zich met moeite te handhaven en fusiegespekken met Dundalk FC mislukten. Tot februari 2011 was Nick Leeson, veroordeeld wegens grootschalige beurszwendel, bestuursvoorzitter van de club. Het seizoen 2011 verliep zeer slecht, de club behaalde slechte resultaten op het veld en halverwege het seizoen werd de complete selectie en staf aan de kant gezet en vervangen door lokale amateurs en de supportersvereniging Galway United Supporters Trust (GUST) nam het bestuur over. De club eindigde als laatste in de competitie en degradeerde na play-off wedstrijden tegen Monaghan United. De bond weigerde GUST een licentie voor het seizoen 2012 en fusiegesprekken met Mervue United en Salthill Devon FC mislukten. Salthill Devon ging als SD Galway in Terryland Park, het stadion van Galway United, spelen. In 2013 maakten SD Galway en Mervue United plaats voor een nieuw Galway FC dat in 2014 weer de naam Galway United FC aannam. Vanaf 2015 speelt de club weer op het hoogste niveau. In 2017 degradeerde de club wederom.

## Erelijst
- FAI Cup

Winnaar: 1991
Finalist: 1985
- FAI League Cup

1986, 1997
- FAI First Division

1993
- FAI First Division Shield

1993, 1997
- Connacht Senior Cup

1985, 1996, 2008

## Overzichtslijsten

### Eindklasseringen
| 15 |

| 15 |

| 11 |

| 13 |

| 15 |

| 11 |

| 12 |

| 6 |

| 2 |

| 6 |

| 5 |

| 10 |

| 8 |

| 8 |

| 12 |

| 1 |

| 3 |

| 9 |

| 12 |

| 6 |

| 4 |

| 2 |

| 9 |

| 9 |

| 11 |

| 3 |

| 7 |

| 5 |

| 5 |

| 3 |

| 8 |

| 9 |

| 7 |

| 8 |

| 10 |

| - |

| - |

| 3 |

| 10 |

| 9 |

| 10 |

| 6 |

| 7 |

| 5 |

| 2 |

| 3 |

| 1 |

| 5 |

| Premier Division | First Division | Regionale Leagues |

Tot 1985 werd voor het 1 niveau de naam League of Ireland gehanteerd en voor het 2e niveau League of Ireland B Division.

### Seizoensresultaten vanaf 2000
| Seizoen | Competitie                      | Niveau | Eindstand | FAI Cup      | Opmerking                                                                                                 |
| ------- | ------------------------------- | ------ | --------- | ------------ | --- |
| 1999/00 | Premier Division                | I      | 9         | halve finale | |
| 2000/01 | Premier Division                | I      | 9         | 2e ronde     | |
| 2001/02 | Premier Division                | I      | 11        | 2e ronde     | |
| 2002/03 | First Division                  | II     | 3         | 2e ronde     | pd-wedstrijden > Drogheda United FC: 2-0/0-3. 1½ speelronde i.v.m. overgang naar kalenderjaarseizoen      |
| 2003    | First Division                  | II     | 7         | halve finale | Ligatopscorer: Alan Murphy (21)                                                                           |
| 2004    | First Division                  | II     | 5         | 2e ronde     | |
| 2005    | First Division                  | II     | 5         | 2e ronde     | |
| 2006    | First Division                  | II     | 3         | 2e ronde     | Promotie omdat Dundalk FC niet voldeed aan de voorwaarden van de licentie-board.                          |
| 2007    | Premier Division                | I      | 8         | 2e ronde     | |
| 2008    | Premier Division                | I      | 9         | halve finale | |
| 2009    | Premier Division                | I      | 7         | 8e finale    | |
| 2010    | Premier Division                | I      | 8         | kwartfinale  | |
| 2011    | Premier Division                | I      | 10        | 3e ronde     | pd-wedstrijden > Monaghan United FC: 0-2/1-3                                                              |
| 2012    | Geen licentie voor Ierse League | -      | -         | -            | |
| 2013    | Geen licentie voor Ierse League | -      | -         | -            | Licentie voor 2014 i.s.m. Mervue United en Salthill Devon onder de naam Galway FC.                        |
| 2014    | First Division                  | II     | 3         | 8e finale    | pd-wedstrijden > UC Dublin: 2-1/3-0                                                                       |
| 2015    | Premier Division                | I      | 10        | 8e finale    | Finalist League Cup > St. Patrick's Athletic FC: 0-0 (0-1 n.s.); Naam weer gewijzigd in Galway United FC. |
| 2016    | Premier Division                | I      | 9         | 2e ronde     | |
| 2017    | Premier Division                | I      | 10        | kwartfinale  | versterkte degradatie i.v.m. herindeling van 12 naar 10 teams                                             |
| 2018    | First Division                  | II     | 6         | 8e finale    | |
| 2019    | First Division                  | II     | 7         | kwartfinale  | |
| 2020    | First Division                  | II     | 5         | 8e finale    | competitie na 18 wedstrijden afgebroken i.v.m. coronapandemie; promotie play-off > Longford Town: 1-2     |
| 2021    | First Division                  | II     | 2         | 1e ronde     | promotie play-offs > Bray Wanderers AFC: 0-0/0-1                                                          |
| 2022    | First Division                  | II     | 3         | 8e finale    | promotie play-offs > Waterford FC: 0-3                                                                    |
| 2023    | First Division                  | II     | 1         | halve finale | |
| 2024    | Premier Division                | I      | 5         | 8e finale    | |
| 2025    | Premier Division                | I      | .         |              | |

### Galway in Europa
#Q = #kwalificatieronde, #R = #ronde, T/U = Thuis/Uit, W = Wedstrijd, PUC = punten UEFA coëfficiënten .
Uitslagen vanuit gezichtspunt Galway United FC
| Seizoen                                                    | Competitie   | Ronde | Land                | Club         | Totaalscore | 1e W    | 2e W    | PUC |
| ---------------------------------------------------------- | ------------ | ----- | ------------------- | ------------ | ----------- | ------- | ------- | --- |
| 1985/86                                                    | Europacup II | 1R    | Vlag van Denemarken | Lyngby BK    | 2-4         | 0-1 (U) | 2-3 (T) | 0.0 |
| 1986/87                                                    | UEFA Cup     | 1R    | Vlag van Nederland  | FC Groningen | 2-8         | 1-5 (U) | 1-3 (T) | 0.0 |
| 1991/92                                                    | Europacup II | 1R    | Vlag van Denemarken | Odense BK    | 0-7         | 0-3 (T) | 0-4 (U) | 0.0 |
| Totaal aantal behaalde punten voor UEFA coëfficiënten: 0.0 |              |       |                     |              |             |         |         |     |